# NGC 474
NGC 474 é uma galáxia lenticular (S0) localizada na direcção da constelação de Pisces. Possui uma declinação de +03° 24' 58" e uma ascensão recta de 1 horas, 20 minutos e 06,7 segundos.
A galáxia NGC 474 foi descoberta em 13 de Dezembro de 1784 por William Herschel.